# Хьюстон, Уолтер
Уо́лтер То́мас Хью́стон (англ. Walter Thomas Huston; 5 апреля 1883 — 7 апреля 1950) — канадско-американский актёр. Отец режиссёра Джона Хьюстона и дед актрисы Анжелики Хьюстон.

## Биография
Уолтер Хьюстон родился в Канаде, в Торонто 5 апреля 1883 года в семье Роберта Мура Хьюстона и его жены Элизабет (девичья фамилия МакГиббон), выходцев из Ирландии и Шотландии. Семья занималась сельским хозяйством, но незадолго до рождения Уолтера переехала в Торонто, где глава семьи занялся строительством. Уолтер помогал отцу, работая на стройке, но в свободное время посещал школу актерского мастерства.
Его театральный дебют состоялся в 1902 году, а в 1924 дебютировал на Бродвее в пьесе «Любовь под вязами». В 1929 году состоялся его кинодебют в фильме The Virginian. Хьюстон оставался занятым на сцене и на экране в течение 1930-х и 1940-х годов, став в этот период одним из самых выдающихся актеров Америки. Он сыграл главную роль в бродвейской адаптации романа Синклера Льюиса «Додсворт» 1934 года, а также в киноверсии пьесы, выпущенной двумя годами позже.
Одну из лучших своих ролей сыграл в фильме своего сына Джона — «Сокровища Сьерра-Мадре», за исполнение которой был удостоен «Оскара», а Джон Хьюстон получил премию «Оскар» за лучшую режиссуру, тем самым они стали первыми отцом и сыном, победившими на одной церемонии. Фильм основан на романе Бруно Травен и повествует о трех золотоискателях в послевоенной Мексике 1920-х годов.
Его последний фильм — «Фурии» (1950), в котором он играет вместе с Барбарой Стэнвик и Уэнделлом Кори.

## Смерть
7 апреля 1950 года, через два дня после своего 67-го дня рождения, Хьюстон умер от аневризмы аорты в своем номере отеля в Беверли-Хиллз. Похоронен на кладбище Белмонт во Фресно.

## Фильмография
- 1929 — Два американца — Авраам Линкольн
- 1930 — Авраам Линкольн — Авраам Линкольн
- 1930 — The Virtuous Sin — генерал Григорий Платов/ Gregori Platoff
- 1932 — Закон и порядок — Фрам Джонсон
- 1932 — Конго — Флинт Рутледж
- 1932 — Дождь — Альфред Дэвидсон
- 1932 — Ночной суд — судья Моффетт
- 1932 — Чудовище города — Джим «Фитц» Фитцпатрик
- 1932 — Американское безумие — Томас Диксон
- 1933 — Шторм на исходе дня — майор Душан Радович
- 1933 — Gabriel Over the White House — Джадсон Хэммонд, президент США
- 1933 — Энн Викерс — судья Барни Дольфин
- 1935 — Тоннель — президент США
- 1936 — Родс Африканский — Сесиль Джон Родс
- 1936 — Додсворт — Сэм Додсворт
- 1941 — Дьявол и Дэниэл Уэбстер — мистер Скретч
- 1941 — Мальтийский сокол — капитан Джейкоби
- 1942 — В этом наша жизнь — Бартендер
- 1942 — Наш русский фронт / Our Russian Front — читает закадровый текст
- 1942 — Янки Дудл Денди — Джерри Кохан
- 1943 — «Вне закона» — Док Холлидей
- 1943 — Край тьмы — доктор Мартин Стенсгард
- 1943 — Седьмое декабря — дядя Сэм
- 1943 — Миссия в Москву — посол США в СССР Джозеф Дэвис
- 1943 — Северная звезда — доктор Павел Григорьевич Курин
- 1945 — И не осталось никого — доктор Эдвард Армстронг
- 1946 — Дуэль под солнцем — Синкиллер
- 1946 — Драгонвик — Эфраим Уэллс
- 1948 — Сокровища Сьерра-Мадре — Ховард
- 1948 — Великий грешник — генерал Островский
- 1950 — Фурии — Джиффордс

## Награды
- Номинации на «Оскар» (1937, 1942, 1943)
- Премия «Оскар» (1949, «Сокровища Сьерра-Мадре»)
- Премия «Золотой глобус» (1949)

## Семья

### Первый брак
- Рия Гор (1904—1912);
- сын Джон Хьюстон, режиссёр
- внучка Анжелика Хьюстон, актриса

### Второй брак
- Байон Уиппл (1915—1924)

### Третий брак
- Нинетта Сандерленд (1931—1950)